# Physcius fasciatus
Physcius fasciatus is een keversoort uit de familie Mycteridae. De wetenschappelijke naam van de soort is voor het eerst geldig gepubliceerd in 1912 door Pic.